# CMOS
O Complementary Metal–Oxide–Semiconductor, conhecido pela abreviatura CMOS, ou Complementary-Symmetry Metal–Oxide–Semiconductor (abreviado COS-MOS); em português metal-óxido-semicondutor complementar e metal-óxido-semicondutor de simetria complementar, é um tipo de processo de fabricação que utiliza silício para a criação de chip de circuito integrado com MOSFET (transistor de efeito de campo de metal-óxido-semicondutor) que foi criado por Frank Wanlass e Chih-Tang Sah em 1963, processo este que utiliza complementos e pares simétricos de MOSFETs do tipo p e do tipo n para funções lógicas. Os chips de circuito integrado (CI), incluindo microprocessadores, microcontroladores, chips de memória (incluindo BIOS CMOS) e outros circuitos lógicos digitais, onde os estes são associados a uma bateria, pois sua memória é volátil (memória temporária), tal característica permite que se necessário o seu reset pode ser feito com facilidade, eliminando alterações via software que poderiam ser prejudiciais ao sistema e o não fazendo ligar. A tecnologia CMOS também é usada para circuitos analógicos, como sensores de imagem  e transceptores altamente integrados para muitos tipos de comunicação. O CMOS é empregado em portas lógicas como inversores, portas NOR e portas NAND.

Inversor CMOS (uma porta lógica NÃO)

## História

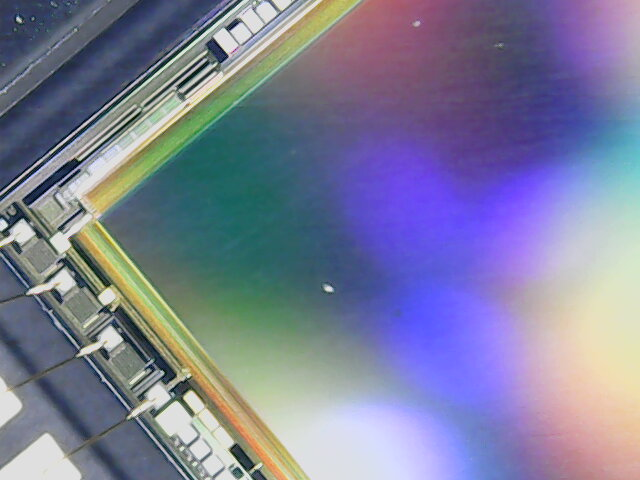
CMOS através de um microscópio

Em 1959 Mohamed M. Atalla e Dawon Kahng inventaram o MOSFET no Bell Labs, em 1960 demonstraram os processos de fabricação do PMOS ("MOS tipo P". Nesta tecnologia, os problemas com impurezas são menos graves) e NMOS (MOS tipo N, que permitem maiores velocidades e níveis de integração). Esses processos foram posteriormente combinados e adaptados aos complementares. Chih-Tang Sah e Frank Wanlass na Fairchild Semiconductor e RCA, em 1963, comercializaram a tecnologia MOS, porém, no final da década de 1960, encontraram problemas como estados de interface e impurezas, a tecnologia CMOS foi desenvolvida com o intuito de complementar (por isso o C) os transistores MOS. Nesta tecnologia, ambos os canais P e N são possíveis, densidades, resolvendo os problemas de dimensões, velocidades dos circuitos, consumo de potência e desta forma o CMOS finalmente ultrapassou o NMOS como o processo dominante de fabricação de MOSFET para chips de integração em grande escala (VLSI) na década de 1980 e, desde então, permaneceu o processo de fabricação padrão para dispositivos semicondutores MOSFET em chips VLS . A partir de 2011, 99% dos chips CI, incluindo a maioria dos CIs digitais, analógicos e de sinal misto, são fabricados com a tecnologia CMOS e isso não deve se alterar nos próximos 10 ou 20 anos.

## Características
O CMOS é uma tecnologia muito usada em microprocessadores, microcontroladores, memórias RAM, entre outros circuitos digitais, em circuitos analógicos são usados como sensores de imagem, conversores de dados e transceptores para muitos tipos de comunicação, a única desvantagem dos componentes CMOS são pelo fato de possuírem memória de armazenamento volátil, desta forma sendo necessária a existência de uma bateria no sistema para não ter perda de dados quando o equipamento não está conectado a energia elétrica. Ele tem alto nível de integração, simplicidade de projeto e operação confiável em ampla faixa de valores de tensão, alta imunidade a ruídos, possui fragilidade à eletricidade estática e trabalha com menor velocidade de operação. Como um transistor do par MOSFET está sempre desligado, a combinação de séries consome energia significativa apenas momentaneamente durante a alternância entre os estados ligado e desligado. Consequentemente, os dispositivos CMOS não produzem tanto calor residual quanto outras formas de lógica, como lógica NMOS ou lógica transistor-transistor (TTL), que normalmente têm alguma corrente estacionária mesmo quando não estão mudando de estado. Essas características permitem que o CMOS integre uma alta densidade de funções lógicas em um chip. Foi principalmente por esse motivo que o CMOS se tornou a tecnologia mais amplamente usada para ser implementada nos chips VLSI. Da mesma maneira que elaboramos funções lógicas com transistores bipolares comuns, podemos elaborar com os transistores de efeito de campo MOS, pois esta tecnologia permite que os dispositivos sejam excelentes em aplicações digitais.

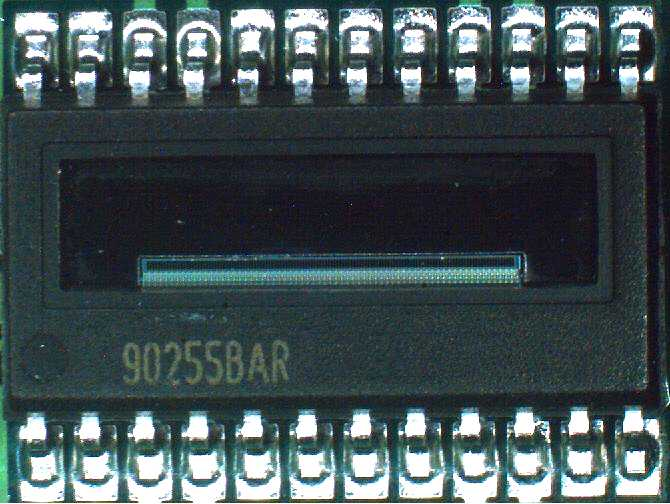
CMOS-Fotodiodenarray

| SÉRIES   | ALIMENTAÇÃO |
| -------- | ----------- |
| 4000/74C | 3V A 15V    |
| 74HC     | 2V A 6V     |
| 74HCT    | 4,5V A 5,5V |
| 74LV     | 1V A 3,6V   |
| 74LVC    | 1,2V A 3,6V |

## Material

CMOS fabrication process

A frase "metal-óxido-semicondutor" é uma referência à estrutura física dos transistores de efeito de campo MOS, com um eletrodo de porta de metal colocado em cima de um isolador de óxido, que por sua vez fica em cima de um material semicondutor. O alumínio já foi usado, mas agora o material é polissilício. Outros portões de metal voltaram com o advento de materiais dielétricos de alto κ no processo CMOS, conforme anunciado pela IBM e Intel para o nó de 45 nanômetros e tamanhos menores.

## Método de produção
A produção dos componentes CMOS só foi possível pela microeletrônica, após o desenvolvimento de componente  a base de silício, onde este elemento deve-se ser utilizado em sua forma mais pura, sem possuir impurezas provindas do seu processo de purificação ou se não o material a ser utilizado para a criação dos componentes é considerado inviável e descartado. O processo se inicia pelo corte de um monocristal de silício em forma de bastão que possui normalmente de 20 a 30 cm de diâmetro e de um a dois metros de comprimento, esse cristal é cortado de modo que seja retirado discos de silício com 0,3 a 1 mm de espessura. Durante o processo de fabricação, são colocados dopantes, que são impurezas propositalmente depositadas com o propósito de agregarem ou removerem elétrons ao silício, tal controle é feito através de máscaras feitas de polímero que definem onde as impurezas ficarão alocadas e dando a característica necessária para o componente final, tais máscaras são moldadas para que durante o processo de fabricação para que sofram influência de dopantes para que posteriormente se tenha a deposição do metal condutor. Feito esta preparação, o disco é levado a um forno a temperaturas em torno de 800 a 1000 °C, no qual é preenchido gás de fósforo (P), arsênio (As), ou de boro (B). Os átomos desses elementos se alojam na estrutura cristalina do elemento, e a repetição desses passos se dá a fabricação de transistores CMOS, muitas vezes os passos chegam a ser de 100 a 400 vezes necessários para se ter o produto final.